# Созинов, Вадим Николаевич
Вадим Николаевич Созинов (17 июня 1981, Павлодар, Казахская ССР, СССР) — казахстанский хоккеист, нападающий. Завершил игровую карьеру в 2007 году. В настоящее время является тренером студенческой команды в Нур-Султане.

## Карьера

### Игрока
Воспитанник павлодарского хоккея.
Начал карьеру в усть-каменогорском «Торпедо». В 1997 году вместе с детским тренером перешёл в омский «Авангард». Там провёл 3 сезона. В 2000 году перешёл в магнитогорский «Металлург».
После юношеского чемпионата мира 2000 выбран на драфте НХЛ Торонто Мейпл Лифс во 6-м раунде, под общим 179 номером. В том же году переведён в фарм-клуб клуба, в Оттава Сиксти Севентис.
В 2001 году вернулся обратно в «Металлург». В том же году был переведён в прокопьевский «Шахтёр».
Не закрепившись в Магнитогорске, Созинов вернулся в Казахстан, в алматинский «Енбек». Проведя там сезон, перешёл в «Казцинк-Торпедо».
В 2005 году стал игроком «Барыса». Не закрепившись в составе, перешёл в павлодарский «Иртыш».
В 2007 году закончил свою карьеру.

### Тренерская
После окончания своей карьеры тренировал детские команды в Магнитогорске, Челябинске и в Астане.
В настоящее время тренирует студенческую команду в Астане.

## Достижения
Оттава Сиксти Севенс
- Обладатель Кубка Джей Росса Робертсона (2000/01)
- Обладатель Бобби Орр Трофи (2000/01)

Казцинк-Торпедо
- Чемпион Казахстана (2004/05)
- Обладатель Кубка Казахстана (2004)

Барыс
- Бронзовый призёр Первой лиги России (2005)